# Partito dell'Unità (Ungheria)
Il Partito di Unità  (in ungherese: Egységes Párt) è stato un partito politico attivo nel Regno d'Ungheria fondato nel 1921. Il partito venne fondato dal primo ministro István Bethlen e poco dopo ottenne la maggior parte dei seggi nelle elezioni parlamentari ungheresi del 1922. Il 27 ottobre 1932, il partito adottò il nuovo nome di Partito di Unità Nazionale (in ungherese: Nemzeti Egység Pártja), mentre dal 2 febbraio 1939 assunse la denominazione di Partito della Vita Ungherese (in ungherese: Magyar Élet Pártja).
Il partito era conosciuto in alcune occasioni con la denominazione "Partito del Governo", dato che fu il partito al governo in Ungheria per tutta la sua esistenza.

## Storia
Il partito inizialmente era legato all'agrarianesimo e al conservatorismo, e crebbe similmente alle organizzazioni fasciste, stabilendo una propria milizia. Il trend ideologico del partito verso il fascismo cominciò sotto la leadership di Gyula Gömbös, che fu primo ministro dal 1932 al 1936. Gömbös dichiarò l'iniziativa del partito di accrescere un totale "controllo della vita sociale della nazione". Nelle elezioni parlamentari in Ungheria del 1935, Gömbös promosse la creazione di una "nazione ungherese unitaria senza distinzioni di classe".
Il partito ottenne una grande maggioranza di seggi nel parlamento ungherese nelle elezioni del maggio 1939. Ottenne il 72% dei seggi del parlamento e il 49% del voto popolare in quelle elezioni. Quella fu la più grande vittoria dell'estrema destra nella storia dell'Ungheria. Il partito promuoveva una propaganda nazionalista e alcuni dei suoi membri simpatizzavano con il movimento filo-nazista del Partito delle Croci Frecciate.
Una fazione degli elementi più filo-nazisti all'interno del partito guidata da Béla Imrédy promosse una scissione nell'ottobre 1940, fondando il Partito del Rinnovamento Ungherese (Magyar Megújulás Pártja) che intendeva esplicitamente risolvere la Questione ebraica.

## Risultati elettorali
| Elezione | Voti      | %    | Seggi     |
| -------- | --------- | ---- | --------- |
| 1922     | 623.201   | 38,2 | 140 / 245 |
| 1926     | 482.086   | 42,2 | 161 / 245 |
| 1931     | 603.576   | 40,0 | 149 / 245 |
| 1935     | 879.474   | 44,6 | 164 / 245 |
| 1939     | 1.824.573 | 49,5 | 181 / 260 |